# Jonas Sterner
Jonas Sterner (Husum, 20 juli 1997) is een Duits voetballer die doorgaans als rechtermiddenvelder speelt. In 2021 maakte hij namens Holstein Kiel zijn debuut in het betaald voetbal in de 2. Bundesliga. In 2025 maakte hij de overstap van de Noord-Duitse club naar Hannover 96. 

## Clubloopbaan

### Jeugd
Sterner begon op vierjarige leeftijd met voetballen bij Rödemisser SV in zijn geboorteplaats Husum. In 2015 maakte hij voor één seizoen de overstap naar SG Hattstedt, waar hij op veertienjarige leeftijd kampioen werd en tevens topscorer van zijn team. Zijn prestaties trokken de aandacht van scouts van Holstein Kiel. In 2016 sloot hij zich aan bij de jeugdopleiding van de Noord-Duitse club.

#### Holstein Kiel
Na een seizoen bij de Onder-15 stroomde Sterner door naar de Onder-17. Op 12 augustus 2017 maakte hij in de thuiswedstrijd tegen Eintracht Braunschweig –17 zijn debuut op dit niveau; hij viel kort na rust in. Zijn eerste doelpunt in deze leeftijdscategorie volgde op 9 december 2017 tijdens de vijftiende speelronde. In de met 4–1 gewonnen thuiswedstrijd tegen Werder Bremen –17 scoorde hij in de 44e minuut de 3–0. Over twee seizoenen kwam hij tot 36 optredens en drie doelpunten voor de Onder-17.  
In het seizoen 2019/20 maakte Sterner de overstap naar de Onder-19. Hij debuteerde op 10 augustus 2019 in de openingswedstrijd tegen Energie Cottbus –19. Twee weken later scoorde hij zijn eerste doelpunt op dit niveau, in de met 4–2 gewonnen thuiswedstrijd tegen Niendorfer TSV –19. In de 90e minuut maakte hij het vierde doelpunt van zijn ploeg. In de loop van het seizoen tekende hij zijn eerste profcontract bij Holstein Kiel. Na een seizoen in de Onder-19 maakte hij de overstap naar het tweede elftal. In totaal speelde hij 20 wedstrijden voor de Onder -19 en scoorde daarin twee keer.  

### Holstein Kiel
Tijdens de winterstop van het seizoen 2019/20 werd Sterner als A-junior door hoofdtrainer Ole Werner meegenomen op trainingskamp in Spanje.  Later dat seizoen maakte hij op 21 juni 2020 zijn officiële debuut in het eerste elftal van Holstein Kiel, tijdens de uitwedstrijd tegen VfL Osnabrück.  Hij viel in de 79e minuut in voor Aleksandar Ignjovski. In het seizoen 2020/21 maakte Sterner de definitieve overstap naar de senioren en sloot hij aan bij het tweede elftal. Op 18 oktober 2020 debuteerde hij in de Regionalliga Nord, in een met 3–1 gewonnen thuiswedstrijd tegen SV Drochtersen/Assel. In de 48e minuut scoorde hij direct zijn eerste doelpunt. Kort daarna werd de competitie vanwege de coronapandemie stilgelegd. Sterner was dat seizoen regelmatig onderdeel van de wedstrijdselectie van het eerste elftal, maar kwam daarin niet tot speelminuten. 
Aan het begin van het seizoen 2021/22 speelde Sterner voornamelijk zijn wedstrijden voor het tweede elftal van Holstein Kiel. Rond de winterstop kreeg hij onder de nieuwe hoofdtrainer Marcel Rapp steeds vaker speelminuten in het eerste elftal. Op 17 december 2021 stond hij voor het eerst in de basis tijdens de met 3–0 gewonnen thuiswedstrijd tegen FC St. Pauli.  In die wedstrijd gaf hij kort voor rust de assist op Benedikt Pichler bij het derde doelpunt. Niet lang daarna werd zijn contract opengebroken en verlengd tot de zomer van 2024. Op 6 februari 2022 maakte Sterner zijn eerste doelpunt bij het eerste elftal. In de met 1–0 gewonnen thuiswedstrijd tegen  Fortuna Düsseldorf scoorde hij in de 93e minuut, na een assist van Philipp Sander, het enige doelpunt van de wedstrijd. In het seizoen 2022/23 slaagde Sterner er niet in om een vaste plek in de selectie van het eerste elftal te veroveren. Hij speelde dat seizoen voornamelijk voor het tweede elftal en kwam slechts vijf keer in actie voor het eerste team. 
In het seizoen 2023/24 werd Sterner definitief overgeheveld naar de eerste selectie van Holstein Kiel. Hij begon in de basis tijdens de openingswedstrijd van het seizoen tegen Eintracht Braunschweig en werd in de 73e minuut vervangen door Hólmbert Friðjónsson in een met 0–1 gewonnen uitwedstrijd. Ook in de twee daaropvolgende wedstrijden startte hij in de basis. Tegen Greuther Fürth maakte hij zijn eerste doelpunt voor het eerste elftal. In de periode daarna moest hij genoegen nemen met invalbeurten. Tijdens de met 4–2 gewonnen derby tegen Hamburger SV scoorde hij zijn tweede doelpunt van het seizoen. In februari 2024 verlengde hij zijn contract bij Kiel tot medio 2026. Na de winterstop slaagde hij er niet in om een vaste plek in de basiself te veroveren. Sterner sloot het seizoen af met Holstein Kiel op de tweede plaats in de 2. Bundesliga, waarmee de club voor het eerst in de geschiedenis promotie naar de Bundesliga afdwong. Om meer speeltijd te garanderen, werd hij voor het seizoen 2024/25 verhuurd aan Dynamo Dresden. Tijdens zijn verhuurperiode degradeerde Holstein Kiel na één seizoen weer naar de 2. Bundesliga. Sterner stapte aan het einde van het seizoen over naar Hannover 96.

#### Verhuur Dynamo Dresden
Voor het seizoen 2024/25 werd Sterner door Holstein Kiel verhuurd aan Dynamo Dresden. Op 31 maart maakte hij onder leiding van trainer Thomas Stamm zijn debuut in de 3. Liga voor de Oost-Duitse club, tijdens de thuiswedstrijd tegen VfB Stuttgart II. In het DDV-Stadion viel hij in de 65e minuut in voor Oliver Batista Meier. Zijn eerste doelpunt voor Dresden volgde op 20 oktober, in de met 3–3 gelijkgespeelde thuiswedstrijd tegen Rot-Weiss Essen.  In de 78e minuut bracht hij zijn ploeg op gelijke hoogte door de 2–2 te maken. Sterner kwam dat seizoen tot 25 basisplaatsen en leverde daarmee een belangrijke bijdrage aan het behalen van de tweede plaats, wat promotie naar de 2. Bundesliga betekende voor Dynamo Dresden.

### Hannover 96
In de zomer van 2025 stapte Sterner over naar Hannover 96 waar hij een contract tot 2028 tekende. Tijdens de voorbereiding op het seizoen 2025/26 wist hij hoofdtrainer Christian Titz niet voldoende te overtuigen, waardoor hij het seizoen begon bij het tweede elftal. Op 2 augustus maakte hij zijn basisdebuut als rechtervleugelverdediger in de thuiswedstrijd van Hannover 96 II tegen FSV Schöningen in de Regionalliga Nord.

## Clubstatistieken
| Seizoen                    | Club             | Competitie        | Competitie | Competitie | Beker | Beker | Internationaal | Internationaal | Overig | Overig | Totaal | Totaal |
| Seizoen                    | Club             | Competitie        | Wed.       | Dlp.       | Wed.  | Dlp.  | Wed.           | Dlp.           | Wed.   | Dlp.   | Wed.   | Dlp.   |
| -------------------------- | ---------------- | ----------------- | ---------- | ---------- | ----- | ----- | -------------- | -------------- | ------ | ------ | ------ | ------ |
| 2019/20                    | Holstein Kiel    | 2. Bundesliga     | 1 *        | 0          | –     | –     | –              | –              | –      | –      | 1      | 0      |
| 2020/21                    | Holstein Kiel II | Regionalliga Nord | 3          | 1          | –     | –     | –              | –              | –      | –      | 3      | 1      |
| 2021/22                    | Holstein Kiel II | Regionalliga Nord | 6          | 0          | –     | –     | –              | –              | –      | –      | 6      | 0      |
| 2021/22                    | Holstein Kiel    | 2. Bundesliga     | 14         | 1          | –     | –     | –              | –              | –      | –      | 14     | 1      |
| 2022/23                    | Holstein Kiel II | Regionalliga Nord | 24         | 3          | –     | –     | –              | –              | –      | –      | 24     | 3      |
| 2022/23                    | Holstein Kiel    | 2. Bundesliga     | 5          | 0          | –     | –     | –              | –              | –      | –      | 5      | 0      |
| 2023/24                    | Holstein Kiel II | 2. Bundesliga     | 8          | 0          | –     | –     | –              | –              | –      | –      | 8      | 0      |
| 2023/24                    | Holstein Kiel    | 2. Bundesliga     | 16         | 2          | 2     | 0     | –              | –              | –      | –      | 18     | 2      |
| 2024/25                    | Holstein Kiel II | Regionalliga Nord | 1          | 0          | –     | –     | –              | –              | –      | –      | 1      | 0      |
| 2024/25                    | → Dynamo Dresden | 3. Liga           | 32         | 2          | 2     | 0     | –              | –              | –      | –      | 34     | 2      |
| 2025/26                    | Hannover 96 II   | Regionalliga Nord | 1          | 0          | 0     | 0     | –              | –              | 0      | 0      | 1      | 0      |
| Carrière totaal            | Carrière totaal  | Carrière totaal   | 84         | 8          | 4 **  | 0     | –              | –              | 27     | 1      | 108    | 9      |
| Bijgewerkt tot 5 juli 2025 |                  |                   |            |            |       |       |                |                |        |        |        |        |

* In het seizoen 2019/20 maakte Sterner als A-junior zijn officiële debuut in het eerste elftal van Holstein Kiel;
** Hij speelde in totaal vier bekerwedstrijden, waarvan drie in de DFB-Pokal. In het seizoen 2024/25 kwam hij voor Dynamo Dresden één wedstrijd uit in de Sachsenpokal.

## Interlandloopbaan
Sterner kwam uit voor verschillende Duitse nationale jeugdelftallen. Op 8 februari 2018 maakte hij zijn debuut voor Duitsland –16 tijdens een vriendschappelijk toernooi in Portugal tegen Nederland. Hij viel in de 68e minuut in. De wedstrijd eindigde in een 2–2 gelijkspel, waarna Nederland de strafschoppenserie met 5–3 won. Op 12 december 2019 speelde Sterner zijn laatste jeugdinterland toen bondscoach Christian Wörns hem als basisspeler opstelde voor  Duitsland –18 in de met 3–2 gewonnen oefenwedstrijd tegen Israël. In totaal kwam Sterner acht keer uit voor de Duitse jeugdselecties, waar hij onder meer samenspeelde met Jomaine Consbruch, Lazar Samardžić en Karim Adeyemi. 
| Jeugdnterlands van Jonas Sterner voor Duitsland () | Jeugdnterlands van Jonas Sterner voor Duitsland () | Jeugdnterlands van Jonas Sterner voor Duitsland () | Jeugdnterlands van Jonas Sterner voor Duitsland () | Jeugdnterlands van Jonas Sterner voor Duitsland () | Jeugdnterlands van Jonas Sterner voor Duitsland () |
| №                                                  | Datum                                              | Wedstrijd                                          | Uitslag                                            | Soort Wedstrijd                                    | Doelpunten                                         |
| Als speler bij Duitsland –16                       | Als speler bij Duitsland –16                       | Als speler bij Duitsland –16                       | Als speler bij Duitsland –16                       | Als speler bij Duitsland –16                       | Als speler bij Duitsland –16                       |
| -------------------------------------------------- | -------------------------------------------------- | -------------------------------------------------- | -------------------------------------------------- | -------------------------------------------------- | -------------------------------------------------- |
| 1.                                                 | 8 februari 2018                                    | Duitsland – Nederland                              | 3 – 5 (n.s.)                                       | Vriendschappelijk                                  |                                                    |
| 2.                                                 | 10 februari 2018                                   | Duitsland – Italië                                 | 4 – 2 (n.s.)                                       | Vriendschappelijk                                  |                                                    |
| 3.                                                 | 12 februari 2018                                   | Duitsland – Portugal                               | 4 – 5 (n.s.)                                       | Vriendschappelijk                                  |                                                    |
| 4.                                                 | 24 maart 2018                                      | Duitsland – Italië                                 | 2 – 4                                              | Vriendschappelijk                                  |                                                    |
| 5.                                                 | 22 mei 2018                                        | Frankrijk – Duitsland                              | 2 – 3                                              | Vriendschappelijk                                  |                                                    |
| Als speler bij Duitsland –17                       |                                                    |                                                    |                                                    |                                                    |                                                    |
| 1.                                                 | 8 februari 2019                                    | Portugal – Duitsland                               | 3 – 1                                              | Vriendschappelijk                                  |                                                    |
| 2.                                                 | 12 februari 2019                                   | Duitsland – Nederland                              | 1 – 3                                              | Vriendschappelijk                                  |                                                    |
| Als speler bij Duitsland –18                       |                                                    |                                                    |                                                    |                                                    |                                                    |
| 1.                                                 | 12 december 2019                                   | Duitsland – Israël                                 | 3 – 2                                              | Vriendschappelijk                                  |                                                    |
| Bijgewerkt tot 24 januari 2024                     |                                                    |                                                    |                                                    |                                                    |                                                    |